# Axminster Hamlets
Axminster Hamlets var en civil parish från 1915 till 1962 då den blev en del av Axminster och Chardstock, i grevskapet Devon, i England. Civil parish var belägen 14 km från Honiton och hade 1 629 invånare år 1961.